# Кулинич, Сергей Викторович
Серге́й Ви́кторович Кули́нич (укр. Сергій Вікторович Кулинич; 9 января 1995; Малая Токмачка, Ореховский район, Запорожская область, Украина) — украинский футболист, защитник

## Биография

### Клубная карьера
Воспитанник ДЮСШ ФК «Металлург» (Запорожье), первый тренер — Александр Павлович Рудыка. По словам этого специалиста, ребята 1995 года рождения считались в «Металлурге» не слишком удачным набором. Тем не менее из этого года Сергей Кулинич, Артур Кузнецов, Никита Татарков и Эдуард Соболь вызывались в сборную Украины U-20, а Тимофей Шеремета — в молодёжную.
После завершения обучения Кулинич был зачислен в юношескую команду запорожцев, где дебютировал 5 сентября 2012 в поединке с симферопольской «Таврией». С сезона 2013/14 годов футболист был уже основным исполнителем в молодёжной команде. В следующем сезоне 1 марта 2015 года дебютировал в украинской Премьер-лиге. Футболист провёл на поле все 90 минут встречи с «Говерлой». Через неделю сыграл 45 минут матча с донецкими одноклубниками. В перерыве был заменён на Нурудина Орелеси. 26 декабря 2015 года стало известно, что Сергей покинул «Металлург» и занимается поисками новой команды, а 18 января 2016 года было сообщено, что футболист находится на просмотре в клубе «Минск», с которым в итоге подписал контракт на 2 года.
В августе 2020 года был представлен в качестве игрока МФК «Николаев». В составе «корабелов» в первой лиге дебютировал 5 сентября 2020 года в игре против «Кристалла».

### Карьера в сборной
Своей игрой Кулинич привлёк к себе внимание тренера юношеской сборной Украины (U-20) Александра Петракова, команда которого в это время готовилась к поездке на Чемпионат мира 2015 среди молодёжных команд. Футболист прошёл с «жёлто-синими» сборы в Турции, но в Новую Зеландию на сам чемпионат не поехал.